# 奥萝拉·米卡尔森
奥萝拉·瓦滕·米卡尔森（挪威語：Aurora Watten Mikalsen；1996年3月21日—），挪威女子职业足球运动员，司职守门员，目前效力于布兰足球俱乐部和挪威国家女子足球队。她曾代表挪威参加2022年欧洲女子足球锦标赛和2023年国际足联女子世界杯等多场国际赛事。